# Цю Чанчунь
Цю Чанчунь (丘处机, 10 лютого 1148 — 22 серпня 1227) — даоський патріарх і святий (чженьжень), що домігся найвищого офіційного статусу для даосизму, алхімік, поет і видатний мандрівник, засновник напрямку цзинь-лянь («золотий лотос»), або лунмень (Ворота дракона) однієї з найбільших даоських шкіл цюаньчжень-цзяо («вчення досконалої істини»).

## Життєпис
Народився 10 лютого 1148 року у місті Ціся округу Денчжоу (сучасний повіт Пенлай провінції Шаньдун). Восени 1167 року відправився до Ван Чуняна (очільника школи цюаньчжень-цзяо), був прийнятий в учні і до 25 років став наймолодшим із його найближчих сподвижників. Після церемонії поховання останків Ван Чуняна біля гори Чжуннаньшань (на південь від м. Сіаня) у 1173 році як аскет і пустельник усамітнився неподалік Паньсі, притоки річки Вейші, а потім перебрався до гори Лунменьшань. У 1181 році був призваний в Яньцзін, столицю чжурчженьскої держави Цзінь, до двору імператора Ши-цзуна (правл. 1161–1188), але через шість місяців повернувся в район Чжуннаньшань, а в 1191 році переселився на батьківщину в Ціся і організував низку даоських громад на півострові Шаньдун.
До 1219 року Цю Чанчунь завоював такий авторитет, що різні політичні сили стали прагнути залучити його на свій бік і сунський імператор Нін-цзун закликав до своєї столиці Ханчжоу. Незабаром, у червні—липні 1219 року, охоронець Чингісхана Лю Чжунлу доповів йому під час завойовницького походу до Середньої Азії про відомого алхіміка-довгожителя, якому перевалило за 300 років, що він володіє «мистецтвом збереження і продовження життя». За дорученням Чингісхана, який побажав отримати еліксир безсмертя, у січні 1220 року, Лю Чжунлу прибув із запрошенням до Цю Чанчуня в Обитель безбережного неба (Хаотяньгуань) в Лайчжоу (на схід від річки Цзяолайхе у провінції Шаньдун), і той у березні з 19 найкращими учнями і монгольським ескортом відправився в Яньцзін (сучасний Пекін), де пробув до кінця лютого —березня 1221, а потім, згідно з ритуалом, попрямував на північ в ханську ставку на річці Керулен на північному сході Монголії. Наступного року, 20 листопада, вперше  зустрівся з Чингісханом в районі недавніх бойових дій на південь від Гіндукушу, справив дуже приємне враження, удостоївся найменування «святий-безсмертний» (шеньсянь) і потім неодноразово спілкувався з ним.
Продовжив мандри на Захід до кордонів Монгольської імперії, яка тільки-но поширилася до Амудар'ї і Афганістану. Незабаром Цю Чанчунь досяг Самарканда і Балха і в середині квітня 1223 року відправився в зворотний шлях, спочатку супроводжуючи Чингісхана, потім відокремившись від нього, навесні 1224 року повернувся в Яньцзін.
У відповідь на виражені усно і письмово наполегливі побажання Чингісхана отримати рецепт вічного життя Цю Чан-чунь як прихильник «внутрішньої алхімії» заявляв, що існують засоби для продовження життя, але не для безсмертя, і проповідував статеву стриманість, самовдосконалення і долучення до Шляху-дао.
Цю Чанчунь домігся від Чингісхана не тільки привілеїв для школи цюаньчжень-цзяо, але й указів про призначення його главою всіх даосів Піднебесної (1223 і 1227) і по завершенні подорожі (навесні 1224 року) передачі йому з учнями заснованого у 739 році на
честь Лао-цзи відомого даоського монастиря Тяньчангуань (Обитель Небесного довголіття) в Яньцзін. Після цього монастир перейменовано у Чанчунь-гун (Палац Вічної весни). У 1227 році Цю Чанчунь отримав титул Чанчунь чженьжень (Істинна людина Вічної весни).
Після смерті Цю Чанчуня його учень і супутник у подорожі Інь Чжіпін поховав вчителя в розташованій в східному подвір'ї Обителі Бєлих хмар (Байюньгуань), назва якої після відновлення в 1394 році перейшло на весь монастир. Посмертно за монгольської династії Юань Цю Чанчунь удостоївся ще більш пишних титулів: Чанчунь яньдаочжу цзяочженьжень (Істинний чоловік Вічної весни, що поширює Шлях-дао і керуючий вченням) у 1269 році і Чанчунь цюаньдешень хуамінін чженьцзюнь (Істинний володар Вічної весни повної благодаті, духовної просвіти і просвітленої реакції) у 1310 році.

## Філософія
Виступав за очищення «серця» (сінь) і викорінення «пристрастей» (юй): «ненародження жодної думки (нянь) — це свобода (цзи ю), відсутність речей (у) в серці і голові — це безсмертний і будда». Визнавав рівність «трьох навчань» (саньцзяо): конфуціанства, буддизму і даосизму, але з доктриною виникнення буддизму як наслідку «просвіти варварів» (хуаху), що проникла в Індію від Лао-цзи.

## Астрономія
Під час мандрівки повз р. Керулен спостерігав затемнення Сонця, що закрило 6/10 його диска, а перемістившись на південний захід до Алтаю, з'ясував, що там закривалося на 7/10. У підсумку Чю Чанчунь уточнив положення Куна Їнда 孔穎達 (574–648) про сонячне затемнення, що викликається тінню («відображенням» — ін 映) місяця, встановивши його різні фази, помітні на землі через кожну тисячу лі.

## Алхімія
Алхімічні погляди викладені в посмертно (між 1269 й 1310 роками) у творі «Да дань чжічжі» («Прямі вказівки про велику кіновар», 2 цзюаня;), де стверджується, що можна стати безсмертним, утворивши в собі «велику кіновар» (да дань) шляхом вдосконалення з'єднаних разом «попередньонебесної істинної пневми» (сяньтянь чженьци) і «післянебесної пневми» (хоутянь чжіци).

## Поезія
Є автором безлічі творів, зокрема декількох тисяч віршів. У «Дао цзан» («Скарбниця Шляху-дао») міститься антологія «Чанчунь-цзи Паньсі цзи» («Зібрання [творів] Учителя Чанчуня з [припливу] Паньсі») з передмовами різних осіб від 1186, 1187, 1206, 1208 років і датою останньої редакції 1209 року. Тут мається поетичне опис райського гори-острова Пенлай, де вдень і вночі звучить небесна музика, і дидактична серія семискладних чотиривіршів (цзюе-цзюй) під загальною назвою «Сюдао» («Удосконалення Шляху-дао»). Найвідомішою є вісімка чотиривіршів «Цин тянь ге» («Пісні синього неба»).